# Suzie and the Seniors
Suzie and the Seniors ist eine 2005 in Hamburg von Mitgliedern der deutschen Rock-’n’-Roll-Band Franny and the Fireballs gegründete Band. Sie spielen Beat der 1960er Jahre.

## Geschichte
Bereits 1989 schufen sich die Mitglieder von Franny & The Fireballs ein zweites musikalisches Standbein. Die Formation Susis Schlagersextett wurde mit deutschem Liedgut der 1950er bis 1970er Jahre zum Wegbereiter für Guildo Horn und Dieter Thomas Kuhn. Fünf Jahre lang gehörte auch Olli Dittrich zur Gruppe. Fernsehauftritte und unzählige Konzerte führten quer durch die Republik. Als die Schlagerwelle vorüber war, wechselte die Band das Programm und damit die Musikfarbe kurzerhand in englischsprachige Titel der 1960er, und aus Susi wurde Suzie. Seit 1997 ist Patricia Butt (geb. Hartmann) als „Suzie“ die Frontfrau der Band.
Das Repertoire umfasst die großen Hits der 1960er Jahre. Der erste Auftritt mit der neuen musikalischen Ausrichtung fand am 21. Januar 2005 in Hamburg statt. Noch im selben Jahr erschien die live eingespielte CD Twist & Shout. Viele Auftritte folgten, und 2007 nahmen die „Beatniks von der Binnenalster“ die Studio-CD Bring Back The Beat auf, die Anfang 2008 veröffentlicht wurde. Wegen des großen Erfolgs erschien später im Jahr 2008 Bring Back The Beat Part 2 mit weiteren 1960er-Jahre-Liedern.

## Bandmitglieder
Die Band besteht aus Frontfrau Patricia „Suzie“ Butt (Gesang), dem Kapellmeister Ralf „Franny“ Hartmann (Sologitarre, Gesang) – er starb überraschend am 28. Oktober 2022 –, dem Chef der Truppe, Knut „Mr. Beat“ Hartmann (Rhythmusgitarre, Gesang), Olaf Kuchenbecker (Bass, Hintergrundgesang) und Christian „Doc“ Kieviet (Schlagzeug, Hintergrundgesang).

## Diskografie
- 2005: CD Suzie and the Seniors – Twist and Shout! – Live
- 2005: CD Franny and the Fireballs + Suzie and the Seniors – 50's and 60's – Live
- 2008: CD Suzie and the Seniors – Bring Back the Beat
- 2008: CD Suzie and the Seniors – Bring Back the Beat Part 2
- 2012: CD Suzie and the Seniors – Back to the Sixties
- 2015: CD Suzie and the Seniors – All or Nothing
- 2016: CD Suzie and the Seniors – The Sound of the Sixties